# Spaanse eikenpage
De spaanse eikenpage (Satyrium esculi) is een vlinder uit de familie Lycaenidae (kleine pages, vuurvlinders en blauwtjes). 
De spanwijdte is 30 tot 32 millimeter. De vlinder lijkt sterk op de bruine eikenpage.
De soort komt voor in Spanje (inclusief de Balearen), Portugal, in Zuid-Frankrijk van de oostelijke Pyreneeën tot de Franse Alpen en in het aangrenzende deel van de Italiaanse Alpen, in Marokko en in Algerije. De vlinder vliegt tot hoogtes van 1300 meter boven zeeniveau. De spaanse eikenpage kent één jaarlijkse generatie die vliegt van mei tot in augustus. De soort overwintert als ei.
De waardplanten zijn diverse eikensoorten. 